# Raging Spirits
Raging Spirits (jap. レイジングスピリッツ, Reijingu supirittsu) im Tokyo DisneySea im japanischen Urayasu ist eine Stahlachterbahn vom Modell Multi Inversion Coaster des Herstellers Intamin in Zusammenarbeit mit dem Hersteller Sansei Yusoki, die am 21. Juli 2005 eröffnet wurde.
Die 600 m lange und 16 m hohe Bahn befindet sich im Themenbereich Lost River Delta und verfügt über einen Looping.
Raging Spirits ist ähnlich, aber nicht identisch mit Indiana Jones et le Temple du Péril (in Anlehnung an Indiana Jones et le Temple maudit) im Disneyland Resort Paris – Disneyland Park.

## Züge
Die Züge von Raging Spirit besitzen jeweils zwei Wagen. In jedem Wagen können sechs Personen (drei Reihen à zwei Personen) Platz nehmen. Als Rückhaltesystem kommen Schulterbügel zum Einsatz.